# Jerry O'Connell
Jerry O'Connell, nome artístico de Michael Jeremiah O'Connell (Nova Iorque, 17 de fevereiro de 1974), é um ator americano.

## História
Nasceu na maternidade de Nova York, em 1974, no dia 17 de Fevereiro.
Seu pai Michael Britsh O'Connell é diretor de arte e de agências de publicidade, e sua mãe Linda O'Connell é professora de arte. O avô materno dele foi prefeito de Jersey, no Estado de New Jersey. Jerry, é de descendência irlandesa por parte de pai, e ascendência polonesa de sua mãe, o motivo de seus olhos serem extremamente azuis. Foi criado em Manhatan, com seu irmão mais novo, o modelo e ator Charlie O'Connell. Começou a carreira fazendo comerciais, para biscoitos e sucrilhos. Aos 11 anos, entrou para a telona no filme Conta Comigo. Quando adolescente, mudou-se para o Canadá, estrelando a série "Minha Secreta Identidade" onde interpretava um adolescente super herói. Ao voltar para os Estados Unidos, entrou na Universidade de Nova York, e estudou por quatro anos, se formando em cinema. Enquanto estudava lá, competiu na equipe de esgrima NYU, servindo uma temporada como capitão da equipe de Sabre.
Jerry teve seu primeiro papel como protagonista no filme Joe e as Baratas. O filme tornou-se um clássico, e após isso, Jerry atuou durante um bom tempo na série de TV Sliders (Dimensões Paralelas). No ano seguinte, foi chamado para interpretar o namorado de Neve Campbell, em Pânico 2. Atuou no filme Paixões Ardentes, e fez uma pequena participação do vídeo musical Heartbreaker, de Mariah Carey. No ano seguinte, vários filmes foram surgindo, como Missão em Marte, Gatos Numa Roubada, Canguru Jack, e começou a estrelar na televisão a série Crossing Jordan onde atuava como o Detetive Woody Hoyt, de 2002 até 2007. Jerry foi fazendo muitos outros filmes, e conheceu a atriz e modelo Rebecca Romijn por quem se apaixonou, e pediu-a em casamento em uma viagem que fizeram para Nova York. No mesmo ano, virou modelo da marca de perfumes Perry Ellis. Em 2006, casou-se com Rebecca, e atuou ao seu lado em Um cara quase perfeito. Em 2007, estrelou o filme The Alibi, o thriller de terror Room 6 e a série de comédia Carpoolers.
Em 2008, dublou um personagem na animação Cat Tale e em 28 de dezembro de 2008, nasceram suas primeiras filhas, as gêmeas Charlie Tamara Tulip, Dolly Rebecca Rose.
Em 2009 protagonizou o filme Baby On Board junto com Heather Graham, e depois atuou no filme Obsessed com Beyonce Knowles, e foi escalado para atuar no remake de terror, que estréia em 2010, chamado Piranha 3D.
No dia 17 de Agosto de 2009, Jerry volta para a faculdade, para tentar desta vez a carreira de advogado.
Em 2010, irá estreiar na série "Rex is not your lawyer" onde vai interpretar um rapaz no estilo "Don Juan", que irá se apaixonar pela namorada do seu melhor amigo. Também protagonizará a série "The Defenders".

## Vida pessoal e Curiosidades
- quando Jerry atuou no filme Kangaroo Jack ele declarou uma vez, que foi uma das melhores atuações mais hilárias, e engraçadas, junto com seu amigo do set Anthony Anderson, foi tanto que se tornaram bastante amigos na vida real, atualmente os dois se falam por "Telefone".
- Já estudou com a atriz Sarah Michelle Gellar na época do colégio.
- Na época do colegial, Jerry também estudou com Tara Reid e Macaulay Culkin.
- Namorou Giuliana Rancic e Debra Palletier. Nesta época de "pegador" Jerry sempre brincava dizendo que não conseguia manter um relacionamento sério por mais de uma semana.
- Mas não foi isso que a top model e atriz Rebecca Romijn achou, quando o ator a pediu em casamento.
- Ele tem um irmão chamado Charlie O´Connell, nascido em 1975, que também tentou a carreira de ator, mas obteve mais sucesso sendo modelo, e participou de bem poucos filmes.
- Tem 1,88m de altura.
- Ele não tem um gosto musical definido, mas gosta bastante das músicas do cantor Frank Sinatra, e da cantora Fergie!
- É casado com a ex modelo e atriz Rebecca Romijn e tem duas filhas com ela, nascidas em 28 de dezembro de 2008, as gêmeas Charlie Tamara Tulip e Dolly Rebecca Rose.
- Em 2009 ficou no ranking dos Homens mais sexys do mundo, pela revista People, ganhando do ator Robert Pattinson.

## Filmografia
- 2017- Cadeado do Amor
- 2016 - Scream Queens
- 2013 - Scary Movie 5
- 2010 - Piranha 3D
- 2009 - Obsessiva
- 2009 - Baby On Board
- 2006 - Room 6 (Quarto 6)
- 2006 - Um cara quase perfeito/Um homem na Cidade (Man about town)
- 2006 - The Alibi
- 2005 - Os seus, os meus e os nossos (Yours, mine and ours)
- 2004 - Fat Slags
- 2003 - Canguru Jack
- 2002 - Novo no pedaço (The New Guy)
- 2002 - Buying the cow
- 2001 - Gatos numa roubada (Tomcats)
- 2000 - Missão Marte (Mission to Mars)
- 1999 - Paixões ardentes (Body shots)
- 1998 - Mal Posso Esperar
- 1997 - Pânico 2
- 1997 - What the deaf man heard (TV)
- 1996 - Jerry Maguire - A grande virada
- 1996 - Joe e as Baratas
- 1996 - Blue river (TV)
- 1995 - The Ranger, the cook and a hole in the sky (TV)
- 1993 - A Garota do Calendário
- 1988-91 - My Secret Identity
- 1988 - Ollie Hoopnoodle's haven of bliss (TV)
- 1987 - The Room Upstairs (TV)
- 1986 - Conta comigo (Stand by me)